# Dicranota modesta
Dicranota (Plectromyia) modesta là một loài ruồi trong họ Pediciidae. Chúng phân bố ở vùng sinh thái Nearctic.